# Germano Pierdomenico
Germano Pierdomenico (né le 6 décembre 1967 à Torrevecchia Teatina) est un coureur cycliste italien. Professionnel de 1990 à 2000, il est ensuite devenu directeur sportif d'équipes cyclistes de 2001 à 2012.

## Palmarès

### Palmarès amateur
- 1989
  - Coppa Fiera di Mercatale
  - 2e du Trophée Mario Zanchi
  - 2e du championnat d'Italie sur route amateurs

### Palmarès professionnel
- 1991
  - 3e du Tour de la province de Reggio de Calabre
- 1992
  - 1re étape du Grand Prix Guillaume Tell
- 1995
  - 13e étape du Herald Sun Tour
- 1997
  - 3e de la Route Adélie de Vitré
- 1998
  - 2e du Tour de Romagne
  - 2e de la Flèche brabançonne
  - 3e du Grand Prix de Chiasso
  - 6e de l'Amstel Gold Race
  - 6e de Tirreno-Adriatico

## Résultats sur les grands tours

### Tour d'Italie
- 1991 : 39e du classement général
- 1992 : 68e du classement général
- 1997 : 36e du classement général
- 1998 : abandon

### Tour d'Espagne
- 1993 : abandon
- 1996 : abandon